# 金牛座110
金牛座110，又名BD+16 765，HD 35189、SAO 94514、HR 1774，是金牛座的一颗恒星，视星等为6.08，位于銀經187.68，銀緯-10.82，其B1900.0坐标为赤經5h 17m 51.1s，赤緯+16° -10.82′ 18″。